# Josef Škvorecký
Josef Škvorecký, CM (pronunție în cehă [ˈjozɛf ˈʃkvorɛtskiː] ⓘ; n. 27 septembrie 1924, Náchod, Hradec Králové, Cehia – d. 3 ianuarie 2012, Toronto, Ontario, Canada) a fost un scriitor și editor ceho-canadian. El și-a petrecut jumătate din viață în Canada, publicând și sprijinind literatura cehă interzisă în timpul erei comuniste. Škvorecký a fost distins cu Premiul Internațional Neustadt pentru Literatură în 1980. El și soția lui au fost mult timp susținătorii scriitorilor disidenți cehi înainte de căderea comunismului în această țară. Scrierile lui Škvorecký tratează mai multe teme: ororile totalitarismului și represiunea, experiența de expatriat și miracolul jazz-ului.

## Viața
Născut ca fiu al unui funcționar de bancă din Náchod, Cehoslovacia, Škvorecký a absolvit în 1943 gimnaziul Reálné din localitatea natală. Timp de doi ani, în cel de-al Doilea Război Mondial, a fost muncitor forțat la fabrica de avioane Messerschmitt din Náchod.
După război, el a început să studieze la Facultatea de Medicină a Universității Caroline din Praga, dar după primul an s-a transferat la Facultatea de Arte, unde a studiat filosofia și a absolvit în 1949. În 1951 el a obținut un doctorat în filosofie. Apoi, el a predat timp de doi ani la Școală Socială pentru Fete din Hořice v Podkrkonoší. Între 1952 și 1954 și-a efectuat serviciul militar în Armata Cehoslovacă.
El a lucrat pentru scurt timp ca profesor, editor și traducător în anii 1950. În această perioadă a scris mai multe romane, inclusiv primul său roman Lașii (scris în 1948-1949, publicat în 1958) și Sfârșitul Epocii de Nailon (1956). Acestea au fost condamnate și interzise de autoritățile comuniste după publicarea lor. Stilul său de proză, bazat pe improvizație și pe finalul deschis, a fost o inovație, dar acesta și idealurile sale democratice au fost o provocare pentru regimul comunist. Ca urmare, el și-a pierdut slujba de redactor al revistei Světová literatura („Literatura mondială”). Škvorecký a continuat să scrie și a contribuit la cultivarea mișcării democratice, care a culminat cu Primăvara de la Praga în 1968.
După invadarea Cehoslovaciei de către Pactul de la Varșovia, în același an, Škvorecký și soția lui, scriitoarea și actrița Zdena Salivarová, au fugit în Canada.
În 1971, el și soția lui au fondat 68 Publishers care, în următorii 20 de ani, au publicat cărți cehe și slovace interzise. Tipografia a devenit un important canal de exprimare pentru scriitori disidenți precum Václav Havel, Milan Kundera și Ludvík Vaculík. În semn de recunoaștere a meritelor lor, președintele Cehoslovaciei post-comuniste, Václav Havel, a acordat soților mai târziu Ordinul Leul Alb în 1990.
A predat la Departamentul de limba engleză al Universității din Toronto, unde a fost numit în cele din urmă profesor emerit de limba engleză și de film. S-a pensionat în 1990. În Canada, el este considerat a fi un autor canadian în ciuda faptului că opera sa a fost publicată în mare parte în limba cehă.

## Opere literare
Majoritatea romanelor lui Škvorecký sunt disponibile în limba engleză: romanele The Cowards, Miss Silver's Past, The Republic of Whores, The Miracle Game, The Swell Season, The Engineer of Human Souls care a obținut Premiul Guvernatorului General al Canadei, The Bride of Texas, Dvořák in Love, The Tenor Saxophonist's Story, Two Murders in My Double Life, An Inexplicable Story or The Narrative of Questus Firmus Siculus, volumul de povestiri When Eve Was Naked și două romane scurte The Bass Saxophone și Emöke. Un personaj ce apare des în romanele sale este Danny Smiricky, care este parțial un autoportret al autorului.
El a scris patru cărți de povestiri polițiste cu locotenentul Boruvka de la Secția de Omucideri din Praga: The Mournful Demeanor of Lieutenant Boruvka, Sins for Father Knox, The End of Lieutenant Boruvka și The Return of Lieutenant Boruvka.
Poezia lui a fost publicat în 1999 într-un volum cu titlul ...nu există nici un remediu pentru această durere (...na tuhle bolest nejsou prášky).
Printre scrierile sale de non-ficțiune sunt Talkin' Moscow Blues, o carte de eseuri despre jazz, literatură și politică, o autobiografie Headed for the Blues, și două cărți despre cinematografia cehă printre care All the Bright Young Men and Women.
Škvorecký a scris scenarii pentru film și televiziune. Filmul Batalionul de tancuri a ecranizat romanul Republica curvelor. Alte scenarii, scrise pentru Praga TV, sunt Eine kleine Jazzmusik, adaptat după povestea cu același nume, Legenda Emöke dintr-o nuvelă cu același titlu și o piesă de teatru TV de două ore Poe și uciderea unei fete frumoase, inspirată de povestirea Misterul lui Marie Roget a lui Edgar Allan Poe. Trei seriale TV de mare succes au fost inspirate din povestirile sale: Sins for Father Knox, The Swell Season și Murders for Luck.
O versiune de film a romanului Pastor's End a fost produsă în 1968, dar nu a fost niciodată prezentată și sa fost încuiată în arhivele comuniste, datorită faptului că autorul său "ilegal" a fugit din țară. În primăvara și vara anului 1968 Škvorecký și regizorul ceh Miloš Forman au scris împreună un scenariu pentru a face o ecranizare a romanului The Cowards. După ce Škvorecký a fugit din țară, scenariul a fost tradus în limba engleză, dar filmul nu a mai fost făcut. În secolul al XXi-lea, traducerea în limba engleză a fost retradusă în cehă și publicată.
El a fost realizatorul unei serii îndelungate de discuții cu privire la literatură pentru Vocea Americii. Din 1973 până în 1990, el a realizat peste 200 de emisiuni în care a analizat importante opere literare și a purtat discuții pe teme literare.
A murit pe 3 ianuarie 2012, la Toronto, Ontario, de cancer; el avea vârsta de 87 de ani.

## Premii
Printre numeroasele sale premii literare sunt Premiul Internațional Neustadt pentru Literatură (1980), Premiul Guvernatorului General al Canadei pentru dițiune în limba engleză (1984), Premiul de Stat pentru Literatură al Republicii Cehe (1999) și Premiul "Pentru Îmbunătățirea Relațiilor Umane" al Fundației Comenius Pangea (2001), pe care l-a primit împreună cu regizorul polonez Andrzej Wajda.
A fost nominalizat pentru Premiul Nobel în 1982.
A fost distins cu Ordinul Leul Alb de către președintele Cehoslovaciei, Vaclav Havel, în 1990.
În 1992 a fost făcut membru al Ordinului Canadei.
Škvorecký a fost Guggenheim Fellow și un membru al Societății Regale din Canada.
A primit distincția de Chevalier de l'Ordre des Arts et des Lettres, République Française, 1996.